# Tiengemeten

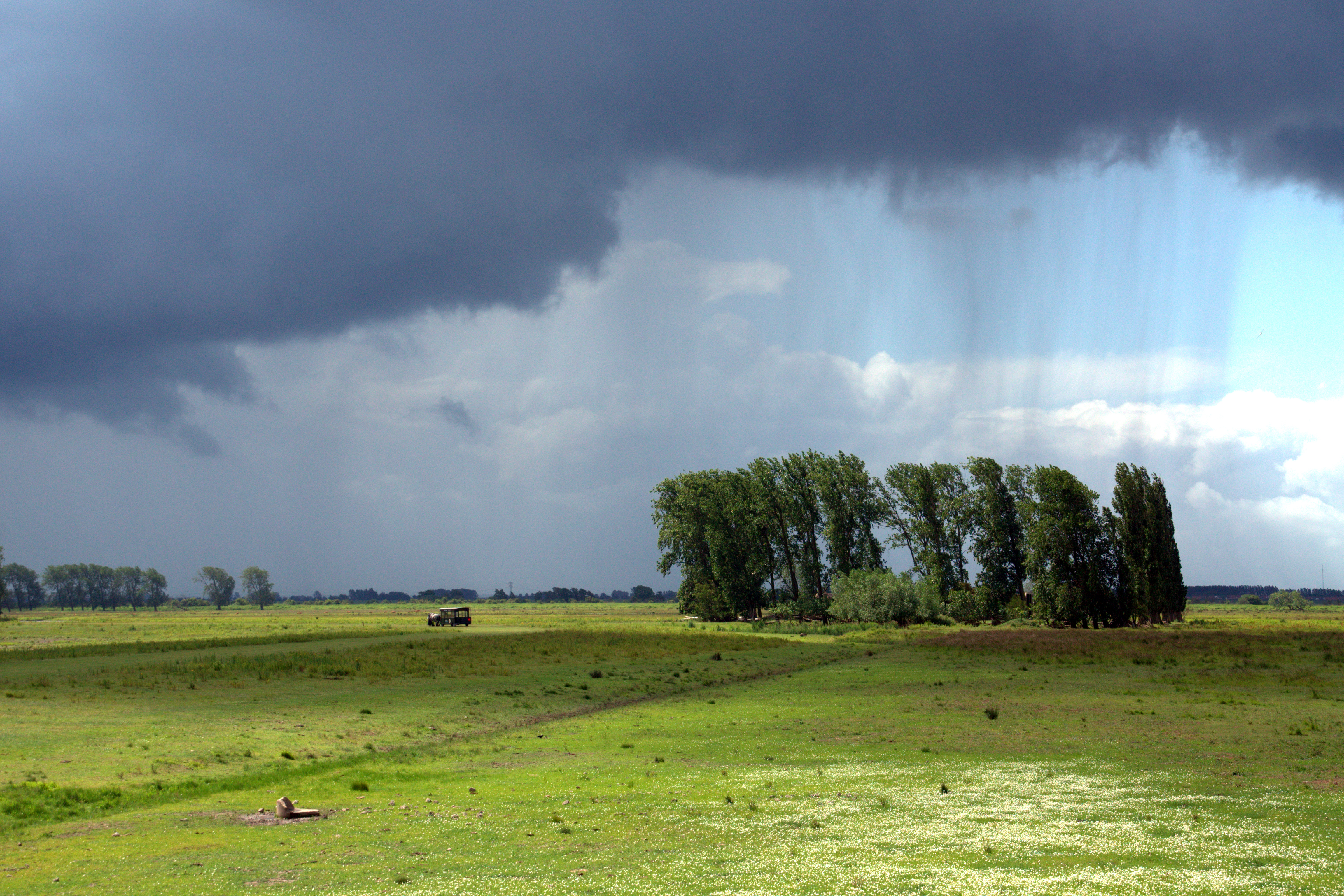
Landschap op het eiland

Tiengemeten is een eiland in de Nederlandse provincie Zuid-Holland. Het werd bij de gemeentelijke herindeling in 1984 deel van de gemeente Korendijk, maar was voor die tijd gesplitst tussen Goudswaard en Zuid-Beijerland. Sinds de herindeling van 2019 is het onderdeel van de gemeente Hoeksche Waard. De naam duidt op de grootte: een gemet is een oude landmaat van ruim 0,4 hectare. Tiengemeten is thans echter veel groter: 7 km lang en 2 km breed. Het eiland was oorspronkelijk grotendeels verpacht aan boeren. Sinds 1997 wordt het door Natuurmonumenten beheerd als nat natuurgebied.

## Geschiedenis
Tiengemeten is ontstaan als zandplaat in het Haringvliet en is in de loop van de eeuwen uitgegroeid tot een eiland. In 1668 werd door de staten van Holland en West-Friesland het eiland in erfpacht gegeven aan twee heren uit Den Haag en werd het eerste gedeelte ingepolderd. Bij besluit van 17 mei 1804 werd vergunning verleend voor de inpoldering van de Middenpolder en de Benedenpolder, die datzelfde jaar nog werden bedijkt. In 1854 werd de inpoldering ondernomen van een uitgestrekt gebied van schorren in het westen en zuiden van de plaat. Vergunning daartoe werd verleend aan de Wed. L. Kolff van Oosterwijk te Middelharnis, gemachtigde van A.W. Baron van Brienen van de Groote Lindt. De nieuwe inpoldering kreeg de naam Brienenswaard. 
Uiteindelijk bestond het eiland uit vijf polders: de Oude Polder, Middenpolder, Benedenpolder, Mariapolder en de Brienenswaard. Lange tijd was het eiland in bezit van de familie Van Brienen.
Het Haringvliet was van oudsher de toegangspoort vanaf de Noordzee naar de havenplaatsen Dordrecht, Rotterdam en Delft. Van 1805 tot 1939 lagen schepen, die naar De Oost waren geweest, soms tot enkele maanden in quarantaine voor anker bij het eiland Tiengemeten. Hiervoor was een deel van het eiland afgesloten van de rest.
Het eiland was oorspronkelijk geheel in gebruik voor akkerbouw en telde maximaal zo'n 180 bewoners, maar dit nam vanaf de jaren vijftig snel af. Het bezit ging over van baggeraar en bouwbedrijf Volker Stevin (1967-1987) naar pensioenverzekeraar AMEV, die het eiland in 1987 voor 54 miljoen gulden overnam.
De watersnoodramp van 1953 kostte twee mensen het leven op het eiland. Het ging om Gerrit Ardon, de opzichter van het eiland en zijn broer Dingeman die door de polder trokken om mensen te waarschuwen voor het dreigende gevaar. Na de ramp werd het Deltaplan opgesteld. De eerste plannen gingen er vanuit dat Goeree-Overflakkee via een oeververbinding over Tiengemeten met de Hoekse Waard verbonden zou worden.
In de jaren '50 werden op het eiland acht arbeiderswoningen en een koelhuis gebouwd.

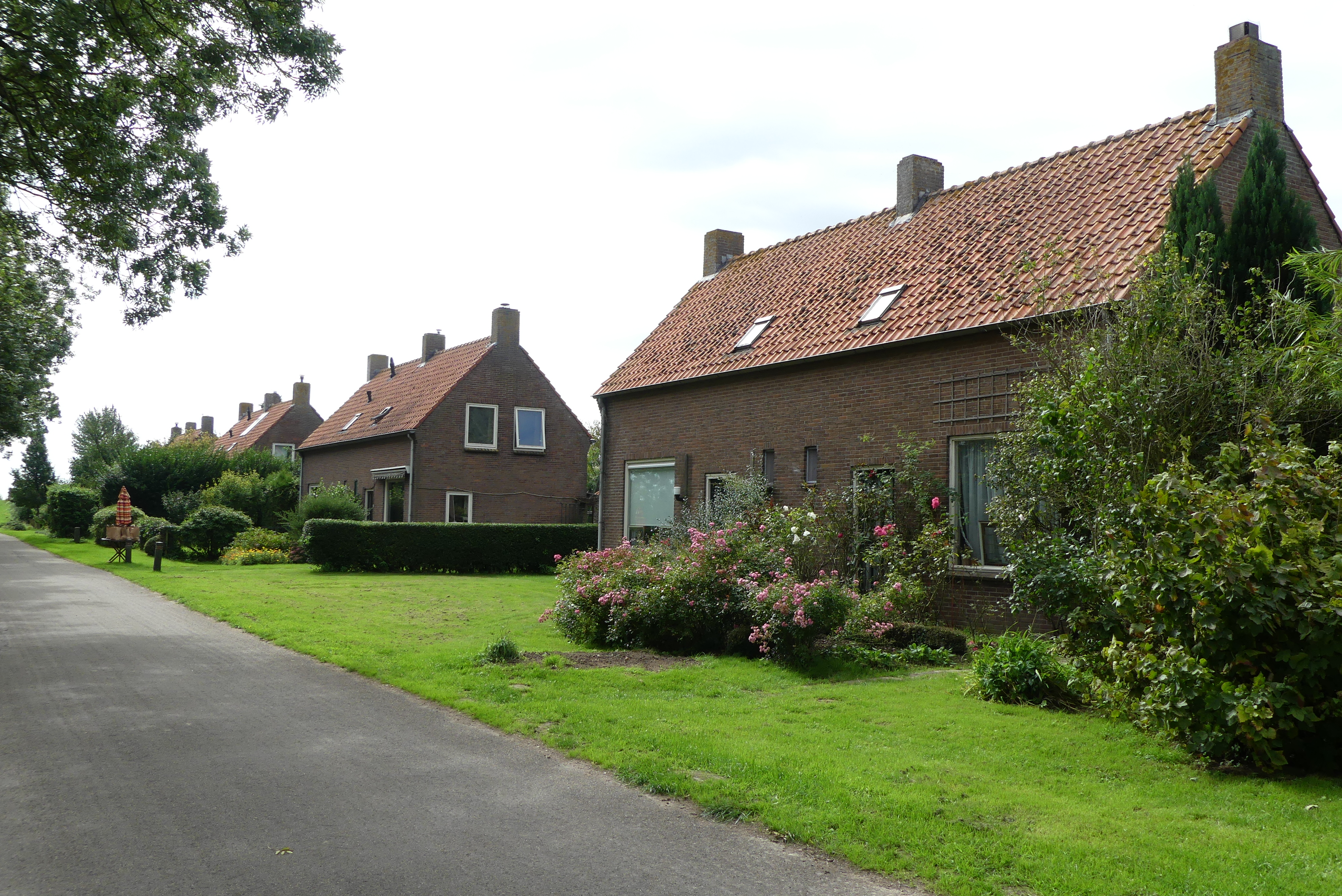
De arbeiderswoningen uit de jaren '50.

### Planvorming
Van 1956 tot 1990 lagen er diverse voorstellen om het eiland in gebruik te nemen als recreatiepark, dumpplaats voor verontreinigd slib, vliegveld of kerncentrale. De opbrengsten van de landbouw namen jaar na jaar af, waardoor voortzetting van deze activiteit niet langer lucratief was. In 1990 is echter besloten van het eiland een nieuw natuurgebied te maken en werd het opgenomen in de Ecologische hoofdstructuur. In 1993 is het eiland door de provincie officieel aangewezen als natuurontwikkelingsgebied, werd het gekocht door de Dienst Landelijk Gebied en overgedragen aan Natuurmonumenten, dat al eerder de Blanken Slikken in bezit kreeg. Het eiland telde toentertijd vijftig inwoners. In de jaren negentig zijn alle boeren uitgekocht, waardoor zij elders in Nederland een nieuw akkerbouwbedrijf konden beginnen.
In 1997 is gestart met het omzetten van de 700 hectare akkerbouwgrond in natuurgebied. Sinds 1997 vormt de Vereniging Natuurmonumenten geheel Tiengemeten om tot natuurgebied. Daarmee werd Tiengemeten het grootste natuurontwikkelingsproject van Nederland. De vaak al generaties lang op Tiengemeten woonachtige boerengezinnen werden hierbij gedwongen hun boerderij op te geven. Omdat Natuurmonumenten in eerste instantie beweerde dat het eiland volledig aan de natuur teruggegeven zou worden en ook afgesloten zou worden voor bezoekers, gingen de meeste boerengezinnen hier uiteindelijk mee akkoord. In mei 2007 verliet de laatste boer het eiland. De overige tien bewoners zijn gebleven.

## Geografie
Tot 2007 lag er op het eiland de buurtschap Tiengemeten. De buurtschap bestond uit een kleine kern van enkele boerderijen, een smederij en wat arbeiderswoningen met daaromheen de uitgestrekte akkerlanden met hier en daar een boerderij. Een verharde weg bediende het hele eiland. Landbouw was samen met de smederij, de veerdienst en het rattenvangen de bron van inkomsten.

## Recreatie
Op het eiland mag overal worden gewandeld. Er zijn drie verschillende wandelroutes uitgezet.
Het informatiecentrum van Natuurmonumenten is gevestigd in de schuur van de Margueritahoeve, nabij de aanlegplaats van de veerpont.
Op de westpunt zijn een boerderij en twee woonhuizen gerestaureerd. Deze panden worden door Buitenleven Vakanties verhuurd als recreatiewoning. Ook zijn er enkele tweede woningen. Op de oostpunt van het eiland in de zogenoemde Oude Polder is een herberg met hotelkamers en een camping gevestigd. In de wintermaanden zijn in deze voormalige boerderij theater- en cabaretvoortstellingen. Deze herberg brandde 30 juni 2011 bijna tot de grond toe af, maar is daarna herbouwd. Natuurmonumenten opende in 2012 bij de veerhaven een natuurspeelplaats van 4,5 hectare voor kinderen van twee tot twaalf jaar: de grootste Speelnatuur van OERRR in Nederland. Naast de speeltuin is het woonhuis van de 'Hélènehoeve' in 2013 in gebruik genomen als pannenkoekenrestaurant, dat in 2019 failliet is verklaard en onder de naam Gasterij de Gezusters algemene horeca aanbiedt. In de schuur van de Hélènehoeve is het Landbouwmuseum gevestigd en een vergaderzaal. Daarnaast is in 2009 een museum geopend met werk van Rien Poortvliet.
De populariteit van Tiengemeten als natuur- en recreatiegebied groeit. In 2008 trok het eiland 20.000 bezoekers, in 2010 waren het er ruim 30.000 en in 2013 bijna 50.000. In 2010 is een bezoekerscentrum geopend. Dat wordt beheerd door Natuurmonumenten.

## Bereikbaarheid
In opdracht van Natuurmonumenten voert de Veerdienst Tiengemeten VOF het gehele jaar door een veerpontverbinding tussen Tiengemeten en Nieuwendijk, ten westen van Zuid-Beijerland. Hierbij wordt gevaren over het Vuile Gat (onderdeel van het Haringvliet). Voor de veerpontverbinding zijn drie boten beschikbaar, die alle de thuishaven hebben in Nieuwendijk. Welke boot wordt ingezet, is afhankelijk van de drukte.
| Naam         | Bouwjaar | Werf                         | Capaciteit                | Opmerkingen | Afbeelding |
| ------------ | -------- | ---------------------------- | ------------------------- | --- | ---------- |
| Eendracht 1  | 1956     | Gebr. v.d. Werf, Puttershoek | 15 zitplaatsen            | |            |
| Heicondias   | 1984     | GHJ Koopman B.V.             | 80 zit- en staanplaatsen  | Aangeschaft door Rijkswaterstaat als 'Nieuwe Waterweg'. Later overgenomen door een waterschap onder de naam 'Anna Lyse II'. Op een later moment ingezet door Connexxion op de veerdienst naar Pampus. |            |
| St. Antonius | 1964     | Fred Clausen, Oberwinter     | 200 zit- en staanplaatsen | Voer tot 1979 als pont tussen Himmelgeist en Uedesheim, totdat noordelijk een brug van Bundesautobahn 46 over de Rijn in gebruik kwam. Deed vervolgens tijdelijk dienst bij de bouw van de Orwellbrug in Ipswich. Verving in 1983 de 'Eendracht', een gierpont. De St. Antonius vervoert op drukke dagen tot 200 personen per overtocht. De capaciteit van de boot is in 2013 naar dit aantal verdubbeld om ruimte te bieden aan het steeds groeiend aantal reizigers. Hiervoor is onder meer het aantal reddingsvesten uitgebreid. Daarnaast worden met deze veerpont geautoriseerde motorvoertuigen overgezet. |            |

In de zomermaanden doen daarnaast diverse bootdiensten het eiland aan vanuit Willemstad, Nieuwendijk, Stad aan het Haringvliet, Middelharnis en Hellevoetsluis. Het eiland heeft een jachthaven in het noordwesten, ten hoogte van de vakantiewoningen. Pleziervaart mag niet aanmeren in de veerhaven. Deze haven is uitsluitend in gebruik voor chartervaart, zoals de Waterbus.

## Afbeeldingen

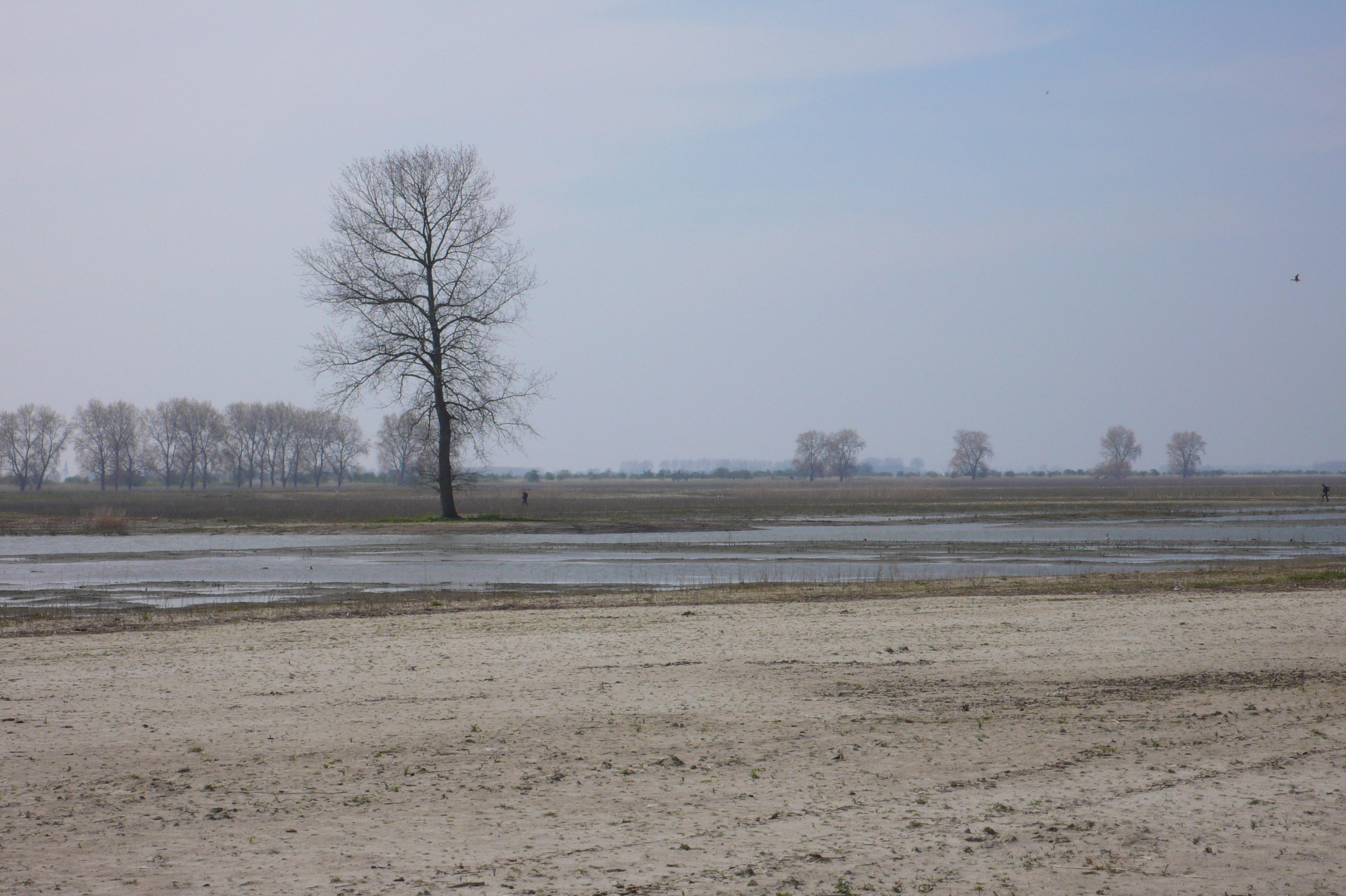
Natuurontwikkeling op Tiengemeten.
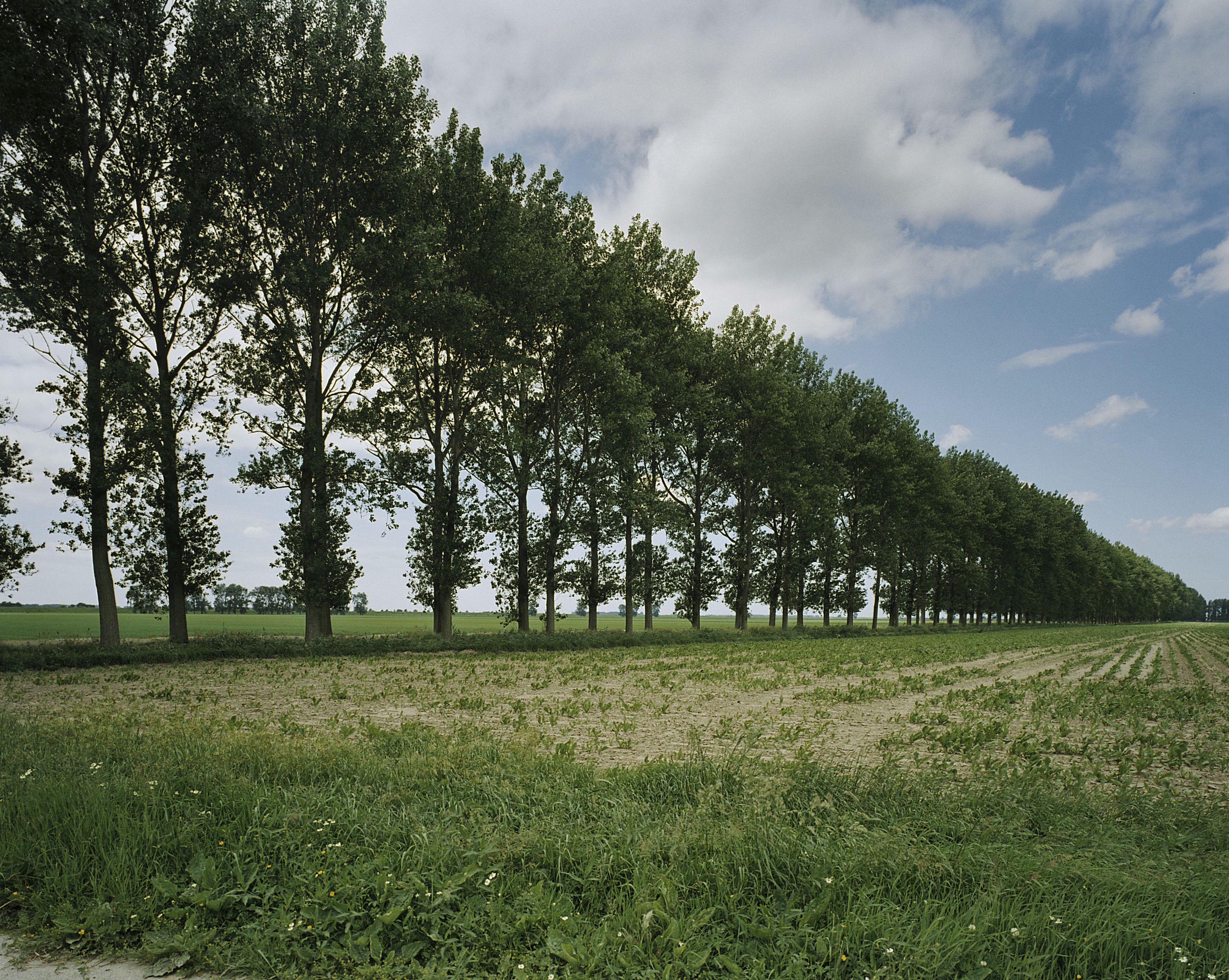
Lange bomenrijen kenmerken het eiland
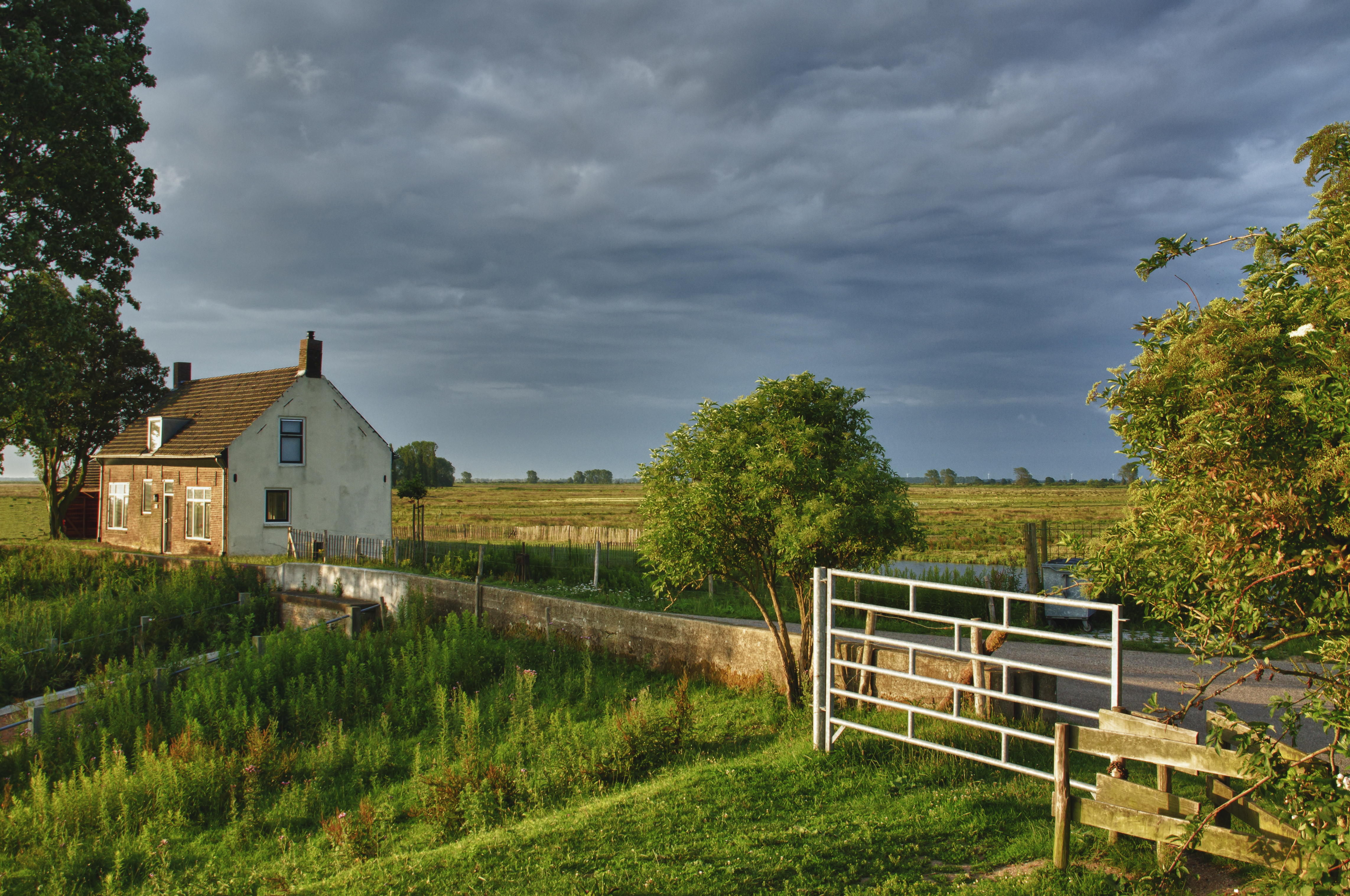
Sluiswachterswoning
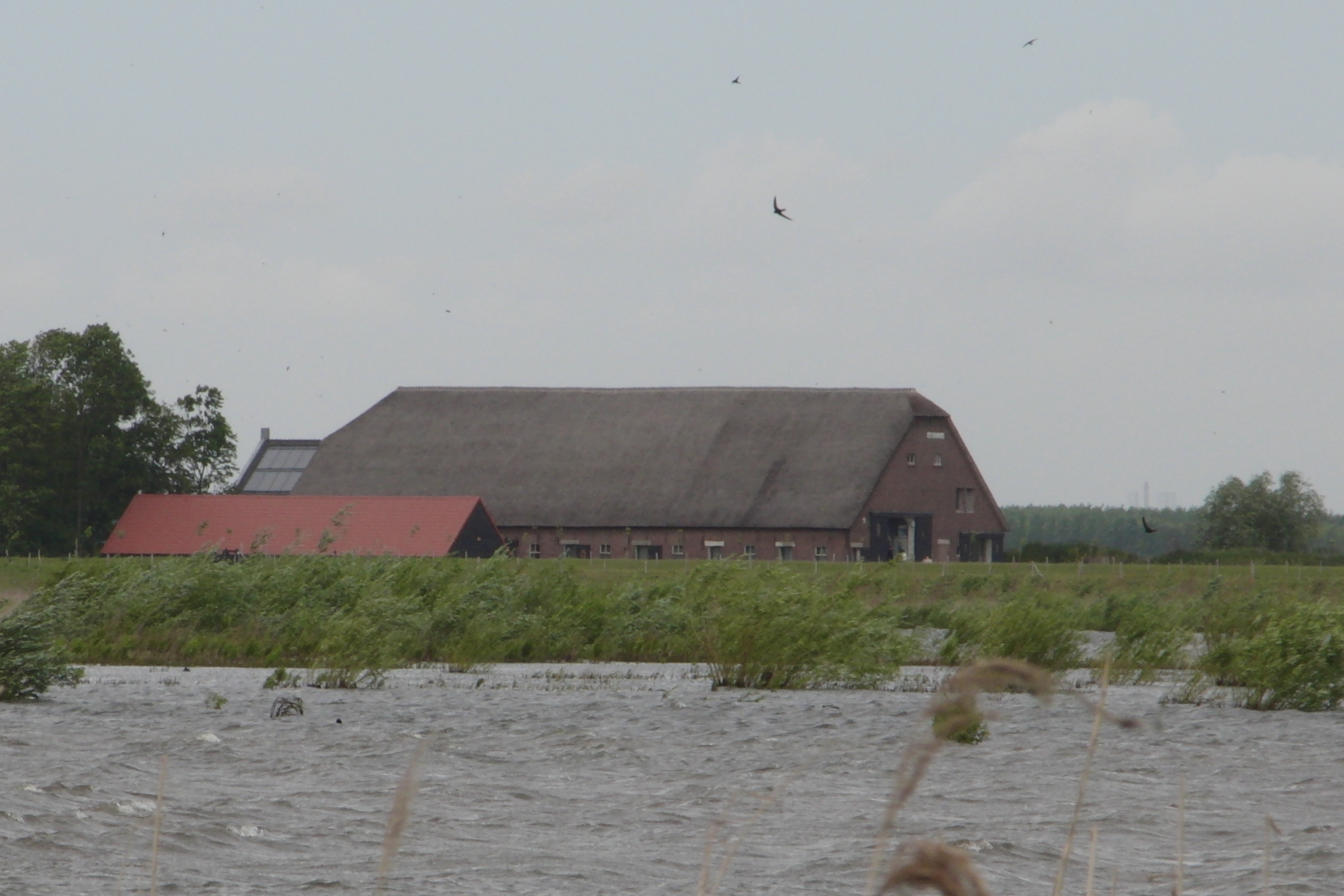
De Idahoeve
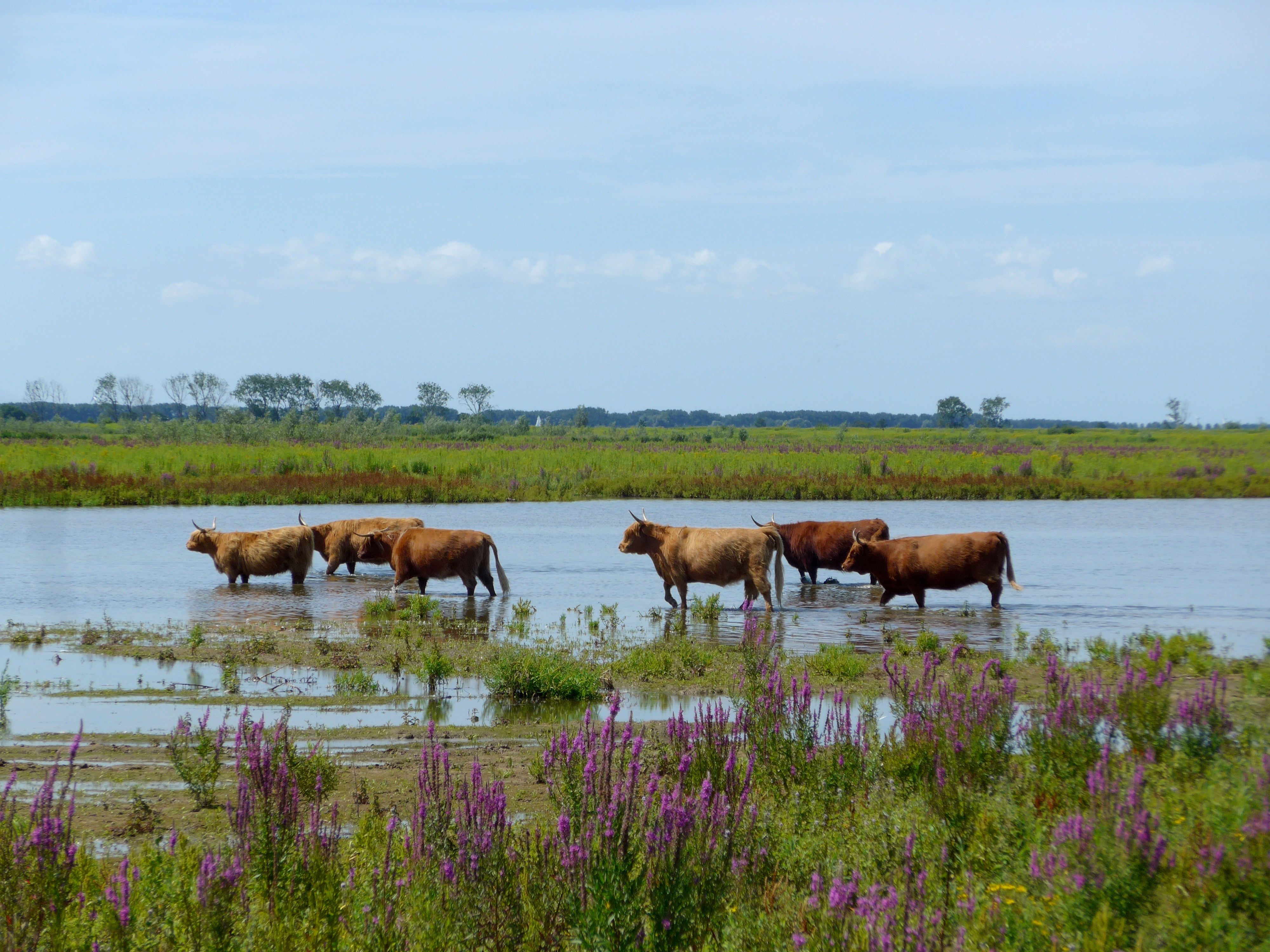
Runderen op Tiengemeten steken een ondiep meer over.
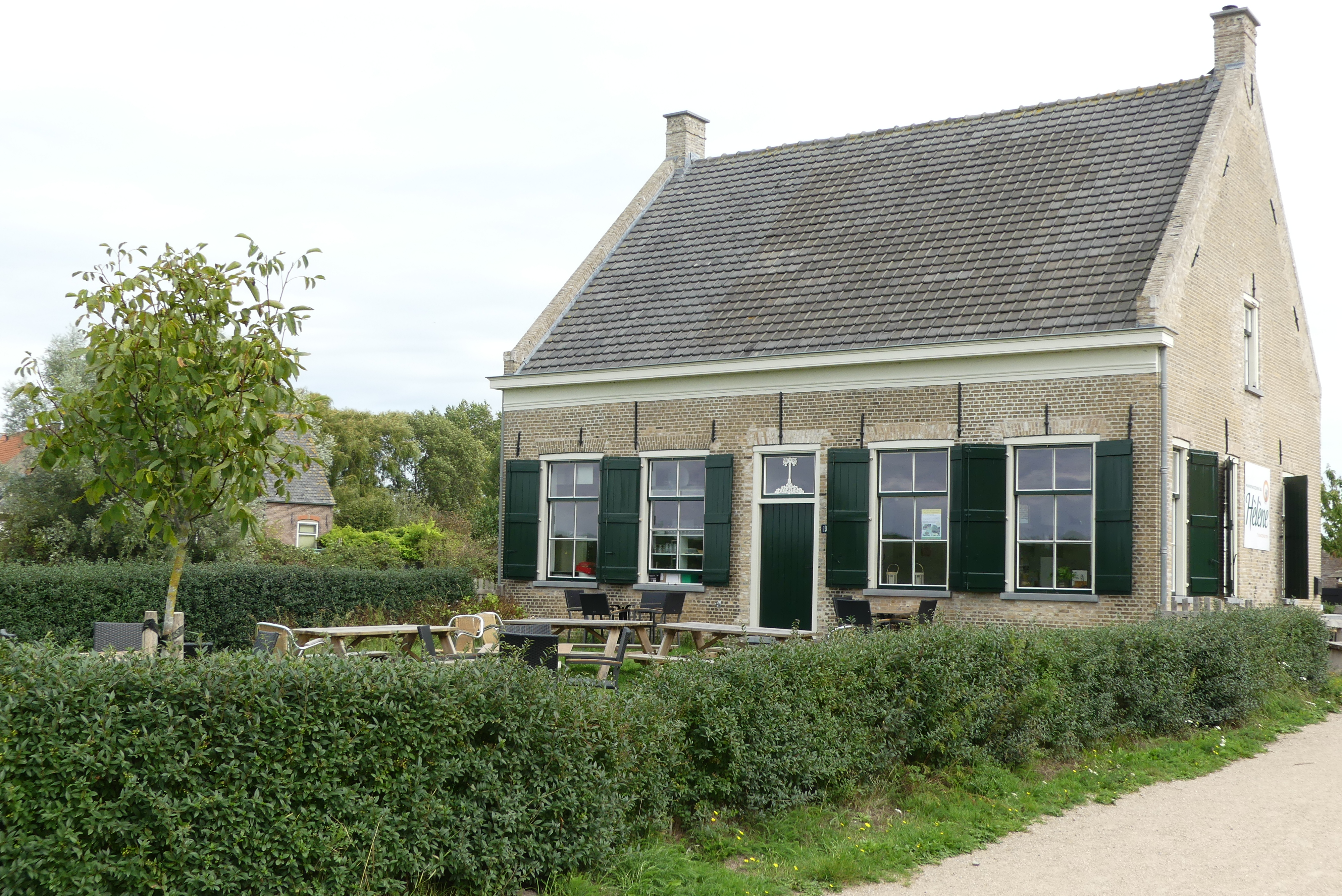
De Helenehoeve
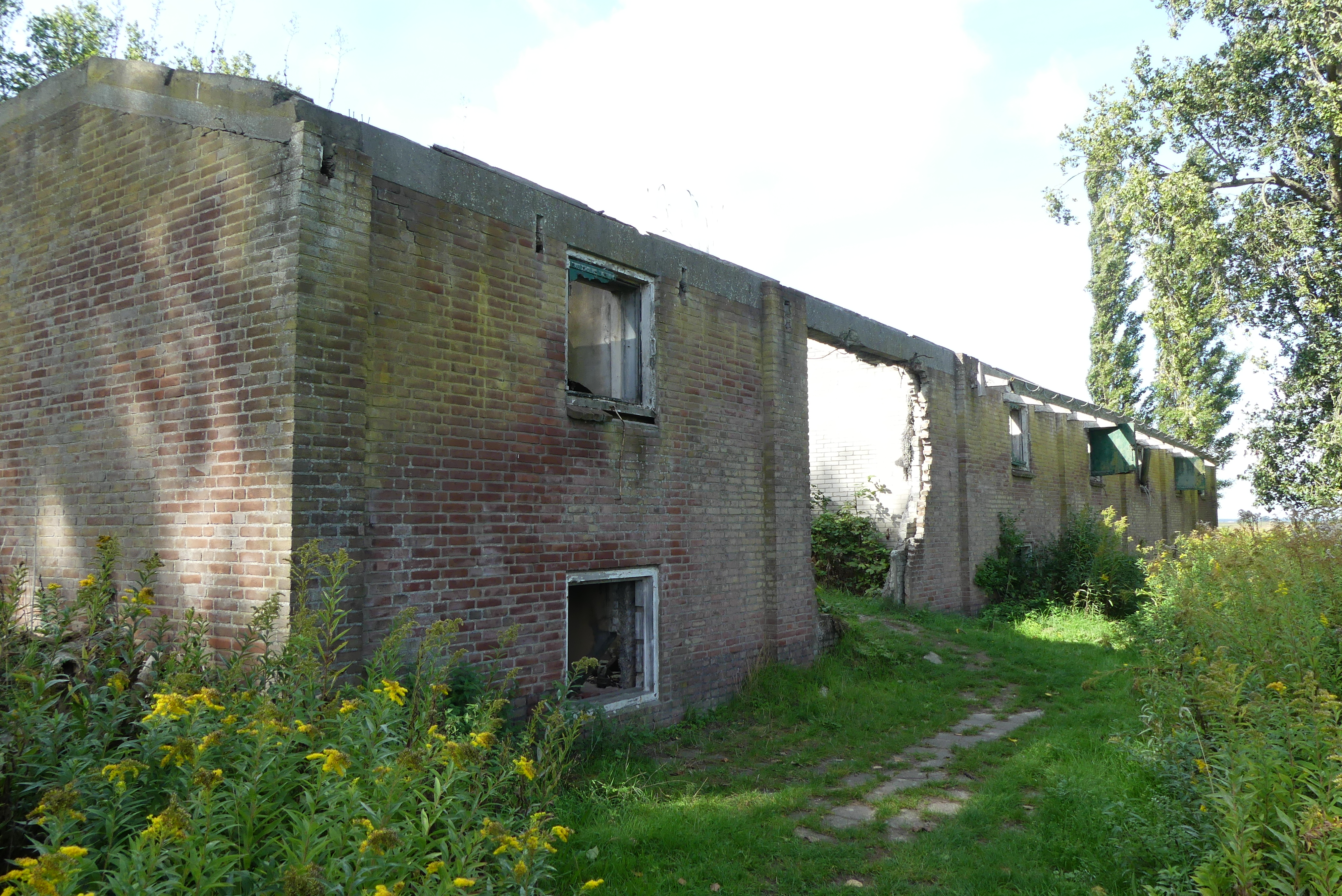
Ruine van een aardappelloods
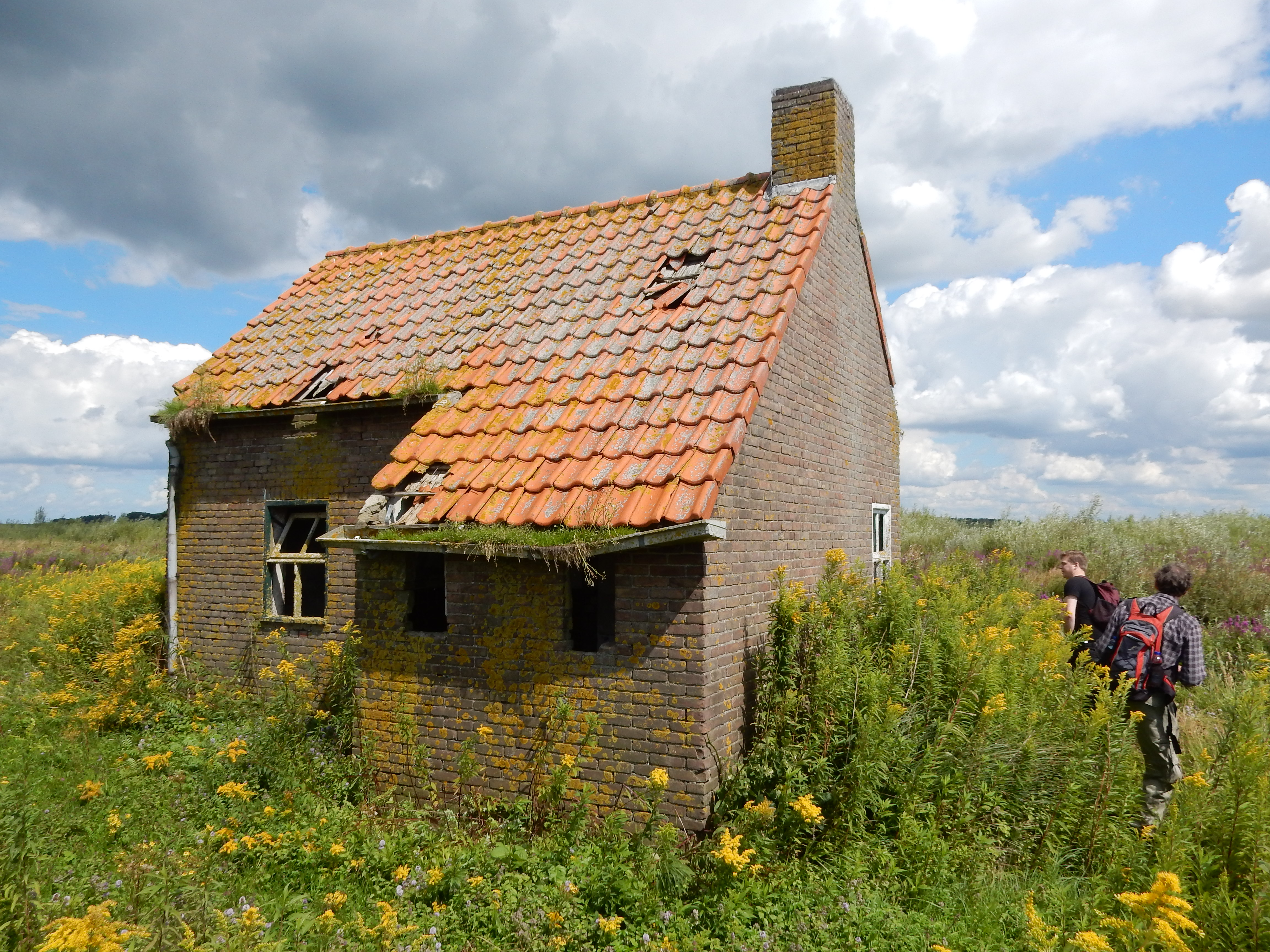
Verlaten woning

## Trivia

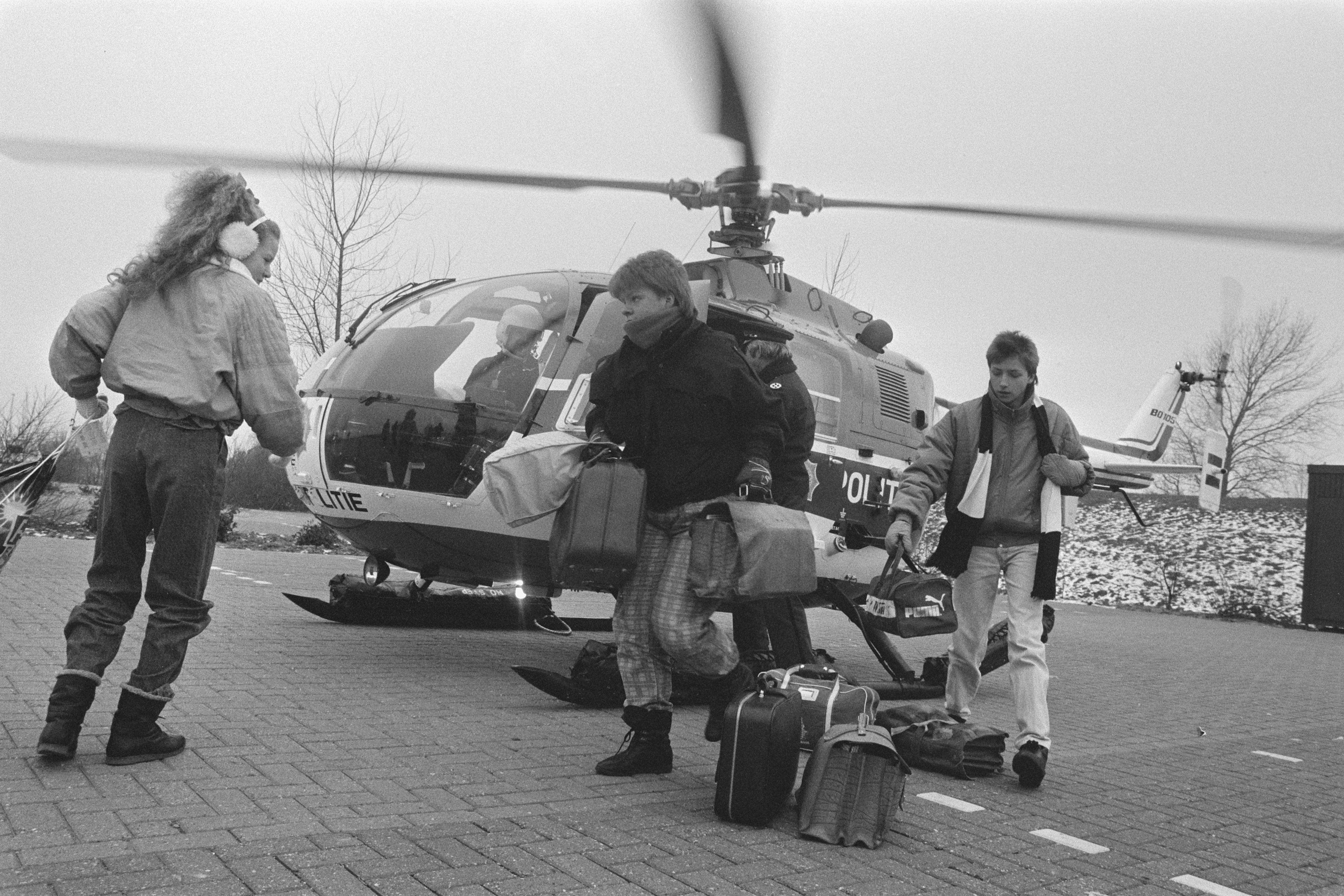
Een politiehelikopter verzorgde in januari 1987 de overtocht van schoolkinderen naar het vasteland.

- Het eiland was tot 2001 privébezit. De regels voor de openbare weg, zoals rijbevoegdheid en autoregistratie voor voertuigen die op het eiland bleven, waren hier niet van toepassing. Doordat geen wegenbelasting betaald hoefde te worden en reparatie op locatie duur was, werden veel nog net rijvaardige auto's naar het eiland gebracht om daar zonder kenteken rond te rijden. Bij schade werd dan weer een vervangend voertuig gekocht. Dit resulteerde tot 2001 in veel autowrakken op het eiland.[3][6]
- In een aantal strenge winters vroor het Haringvliet dicht en kon de veerpont niet varen. Het essentiële vervoer van en naar het eiland, waaronder het vervoer van schoolkinderen, vond plaats per politiehelikopter. De kinderen werden door de week bij pleeggezinnen ondergebracht.
- Tot 1 januari 1984 hoorde een deel van het eiland bij de gemeente Zuid-Beijerland en een deel bij de gemeente Goudswaard. In dat jaar gingen beide gemeenten op in de nieuwe gemeente Korendijk. Op 1 jan 2019 ging deze gemeente op in de nieuwe gemeente Hoeksche Waard.